# 率失真理论
数据率失真理论（Rate distortion theory）或稱信息率-失真理論（information rate-distortion theory）是信息论的主要分支，其的基本问题可以归结如下：对于一个给定的信源（source, input signal）分布与失真度量，在特定的码率下能达到的最小期望失真；或者为了满足一定的失真限制，可允許的最大码率為何，D 定義為失真的符號。
要完全避免失真幾乎不可能。處理信號時必須允許有限度的失真﹐可減小所必需的信息率。1959年﹐Claude Shannon 首先發表《逼真度準則下的離散信源編碼定理》一文，提出了率失真函數的概念。

## 失真函數
失真函數能量化輸入與輸出的差異，以便進行數學分析。令輸入信號為{\displaystyle \chi }，輸出信號為{\displaystyle {\hat {\chi }}}，定義失真函數為{\displaystyle d(\chi ,{\hat {\chi }})}，失真函數可以有多種定義，其與對應域為非負實數：
{\displaystyle d:\chi \times {\hat {\chi }}\rightarrow R_{+}}。

### 漢明失真
漢明失真函數能描述錯誤率，定義為：
{\displaystyle d(x,{\hat {x}})={\begin{cases}0,&{\text{if }}x={\hat {x}}\\1,&{\text{if }}x\neq {\hat {x}}\end{cases}}}，
對漢明失真函數取期望值即為傳輸錯誤率。

### 平方誤差失真
最常用於量測連續字符傳輸的失真，定義為：
{\displaystyle d(x,{\hat {x}})=(x-{\hat {x}})^{2}}，
平方誤差失真函數不適用於語音或影像方面，因為人類感官對於語音或影像的平方誤差失真並不敏感。

## 率失真函數
下列是率與失真（rate and distortion）的最小化關係函數:
{\displaystyle \inf _{Q_{Y|X}(y|x)}I_{Q}(Y;X)\ {\mbox{subject to}}\ D_{Q}\leq D^{*}.}
這裡 QY | X(y | x), 有時被稱為一個測試頻道 （test channel）, 係一種條件機率之機率密度函數 (PDF)，其中頻道輸出 (compressed signal) Y 相對於來源 (original signal) X, 以及 IQ(Y ; X) 是一種互信息（Mutual Information），在 Y 與 X 之間被定義為
{\displaystyle I(Y;X)=H(Y)-H(Y|X)\,}
此處的 H(Y) 與 H(Y | X) 是指信宿（output signal） Y 的熵（entropy）以及基於信源（source signal）和信宿（output signal）相關的條件熵（conditional entropy）, 分別為:
{\displaystyle H(Y)=-\int _{-\infty }^{\infty }P_{Y}(y)\log _{2}(P_{Y}(y))\,dy}
{\displaystyle H(Y|X)=-\int _{-\infty }^{\infty }\int _{-\infty }^{\infty }Q_{Y|X}(y|x)P_{X}(x)\log _{2}(Q_{Y|X}(y|x))\,dx\,dy.}
這一樣來便可推導出率失真的公式, 相關表示如下:
{\displaystyle \inf _{Q_{Y|X}(y|x)}E[D_{Q}[X,Y]]{\mbox{subject to}}\ I_{Q}(Y;X)\leq R.}
這兩個公式之間互為可逆推。

### 無記憶（獨立）高斯訊號來源
如果我們假設 PX(x) 服从正态分布且方差为σ2, 並且假設 X 是連續时间独立訊號（或等同於來源無記憶或訊號不相關），我們可以發現下列的率失真公式的「公式解」（analytical expression）:
{\displaystyle R(D)=\left\{{\begin{matrix}{\frac {1}{2}}\log _{2}(\sigma _{x}^{2}/D),&{\mbox{if }}0\leq D\leq \sigma _{x}^{2}\\\\0,&{\mbox{if }}D>\sigma _{x}^{2}.\end{matrix}}\right.}
下圖是本公式的幾何面貌:
率失真理論告訴我們“沒有壓縮系統存在於灰色區塊之外”。可以說越是接近紅色邊界，執行效率越好。一般而言，想要接近邊界就必須透過增加碼塊（coding block）的長度參數。然而，塊長度（blocklengths）的取得則來自率失真公式的量化（quantizers）有關。
這樣的率失真理論（rate–distortion function）僅適用於高斯無記憶信源（Gaussian memoryless sources）。

### 二元信號源
伯努利信號源{\displaystyle X}，{\displaystyle X\thicksim Bernoulli(p)}，以漢明失真描述的率失真函數為：
{\displaystyle R(D)={\begin{cases}H(p)-H(D),&0\leq D\leq min\{p,1-p\}\\0,&D\geq min\{p,1-p\}\end{cases}}}

### 平行高斯信號源
平行高斯信號源的率失真函數為一經典的反注水算法(Reverse water-filling algorithm)，我們可以找出一閾值{\displaystyle \lambda }，只有方差大於{\displaystyle \lambda }的信號源才有必要配置位元來描述，其他信號源則可直接傳送與接收，不會超過最大可容許的失真範圍。
我們可以使用平方誤差失真函數，計算平行高斯信號源的率失真函數。注意，此處信號源不一定同分佈：
{\displaystyle X_{1},X_{2}...,X_{m}}且{\displaystyle X_{i}\thicksim N(0,\sigma _{i}^{2})}，此時率失真函數為，
{\displaystyle R(D)=\sum _{i=1}^{m}{1 \over 2}log{{\sigma _{i}^{2}} \over {D_{i}}}}
其中，
{\displaystyle D_{i}={\begin{cases}\lambda ,&{\text{if }}{\lambda }<{\sigma _{i}^{2}}\\\sigma _{i}^{2},&{\text{if }}{\lambda }\geq {\sigma _{i}^{2}}\end{cases}}}
且{\displaystyle \lambda }必須滿足限制：
{\displaystyle \sum _{i=1}^{m}D_{i}=D}。